# Jebba

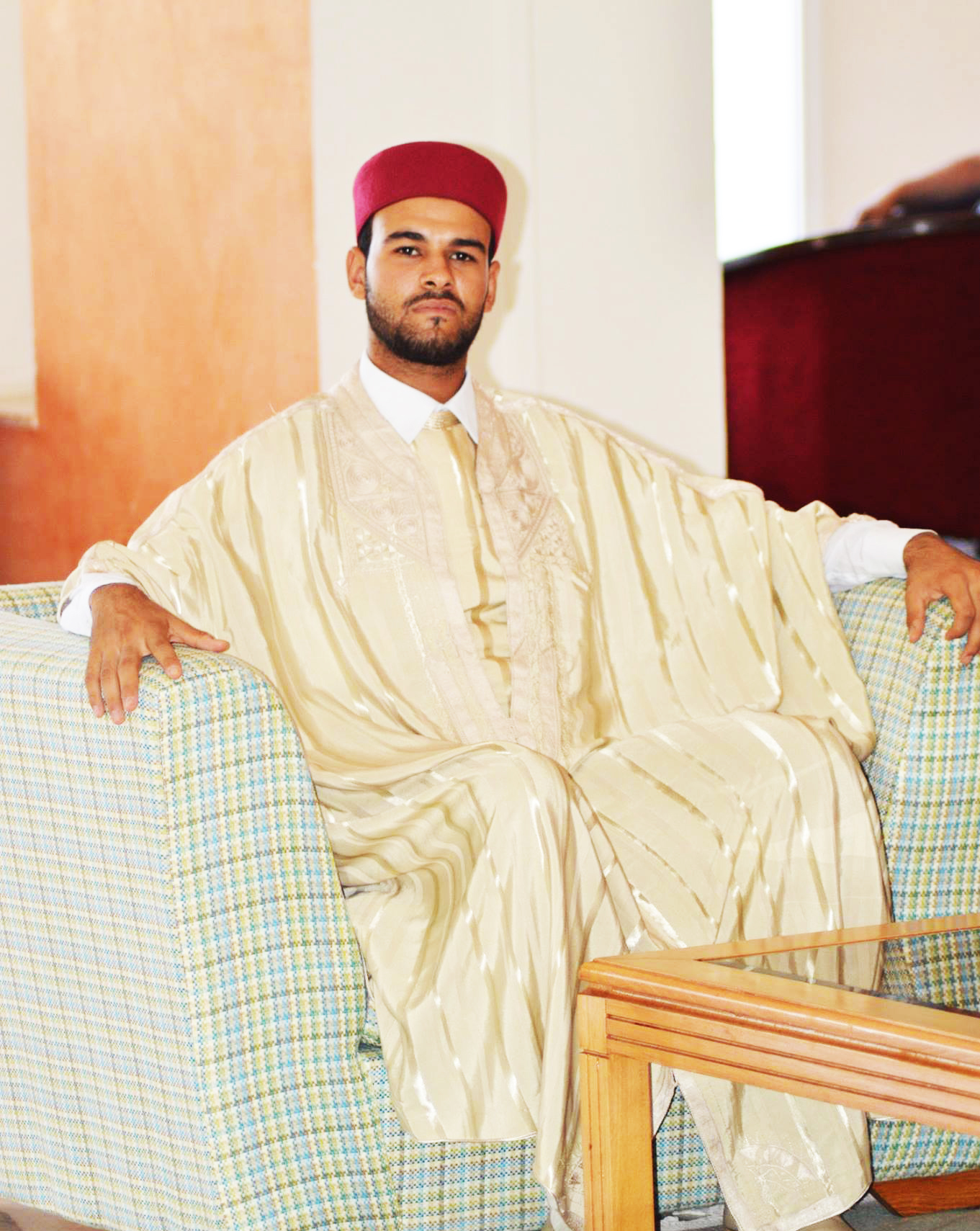
Een man gekleed in een jebba en een chechia als hoofddeksel

De jebba is een kledingstuk dat gedragen wordt door Tunesische mannen. Het vormt het belangrijkste onderdeel van de traditionele Tunesische mannelijke kleding. 
De jebba is gemaakt van wol, zijde of linnen en heeft verschillende kleuren. Het is een wijde jas die het hele lichaam bedekt, behalve de onderarmen en kuiten. De jebba kan gedragen worden met een vest (farmla, badia of sadria), een jasje (mentan), een kort pofbroekje (sarouel) omgord om de taille met een zijden riem en een paar balgha's (schoenen). Over de jebba kan een bornoe gedragen worden.